# Белошейные ибисы
Белошейные ибисы (лат. Theristicus) — род птиц из семейства ибисовых (Threskiornithidae). Они обитают в открытых, травянистых местообитаниях в Южной Америке. У всех длинный изогнутый темный клюв, относительно короткие красноватые ноги, которые в полете не выходят за пределы хвоста (в отличие, например, от Eudocimus и Plegadis), и у всех из них, по крайней мере, спина серая.

## Таксономия
Род Theristicus был описан немецким натуралистом Иоганном Георгом Ваглером в 1832 году с чернолицым ибисом (Theristicus melanopis) в качестве типового вида. Название происходит от др.-греч. theristikos, что означает «жатва». 
Раньше T. caudatus включал T. melanopis в качестве подвида, но сегодня все большинство орнитологов рассматривают его как отдельный вид. 
| Фото | Латинское название       | Русское название | Распространение |
| ---- | ------------------------ | ---------------- | --- |
|      | Theristicus caerulescens | Свинцовый ибис   | юго-запад Бразилии, особенно на юге Мату-Гросу и Риу-Гранди-ду-Сул; Парагвай, особенно в Чако и парагвайской части бассейна Парана; Уругвай; северо-восточная Аргентина и северная и восточная Боливия |
|      | Theristicus caudatus     | Белошейный ибис  | северная и центральная часть Южной Америки, обитает в Колумбии, Венесуэле, Гвиане и Бразилии |
|      | Theristicus melanopis    | Чернолицый ибис  | Центральная Аргентина и Чили |
|      | Theristicus branickii    | Андский ибис     | западная часть Южной Америки |